# 貓兒被解僱
《貓兒被解僱》（英語：Puss Gets the Boot）是一部美国动画短片，于1940年2月10日上映。这是《汤姆和杰瑞》系列的第一部作品，由米高梅制作。1940年获奥斯卡最佳动画短片提名。

## 概述
目前它被认为是《猫和老鼠》系列的第一部作品，由于它是一个原型，所以在首次发布时，貓和老鼠被分別命名为“Jasper”和“Jinx”。导演约瑟夫·巴伯拉后来谈到这部电影时说：“虽然这不是该系列的第一部电影，但它是它的直接祖先。”
包括导演汉纳-巴伯拉在内的制作团队的许多成员都没有署名。这也是该系列中罕见的作品，该系列制作于20世纪40年代初期，因此从未重新发行过。一开始，只有一张写着“鲁道夫·伊辛作品”的卡片和一张写着“貓兒被解僱”的标题卡，并且只有一张结局卡。片头和片尾场景的背景颜色是深紫色，并带有米高梅公司的标志，就像真人电影中一样。
2022年，2月10日作爲电影首次院线上映的日子，被定为“汤姆和杰瑞的生日”。